# Preble (Nowy Jork)
Preble – miasto w Stanach Zjednoczonych, w stanie Nowy Jork, w hrabstwie Cortland.